# جبل غلاس هاوس (كوينزلاند)

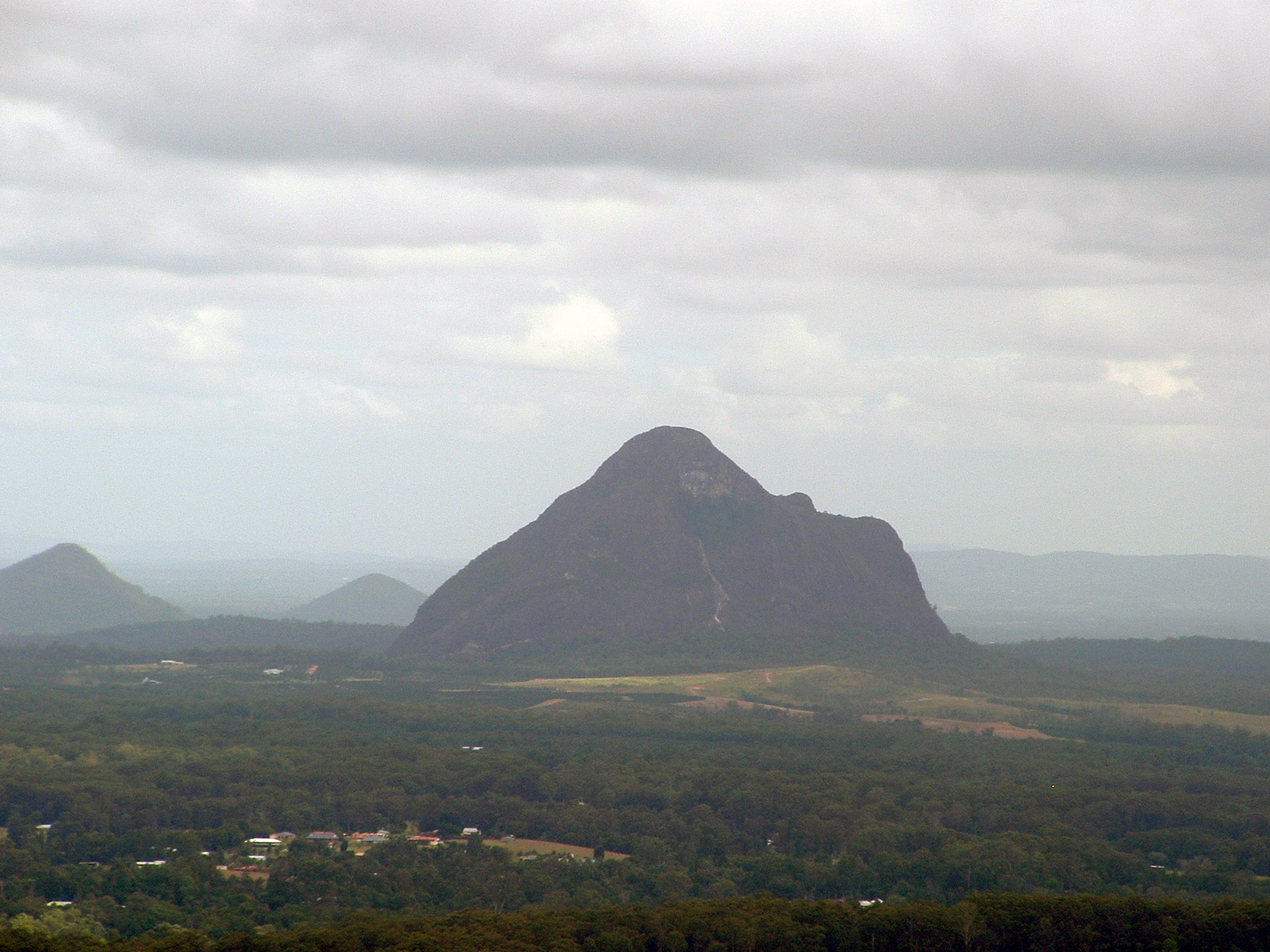
جبال غلاس هاوس

جبل غلاس هاوس هي أحدى مناطق جبال تقع في أستراليا وعلى ساحل صن شاين وتقع أيضا شرقي سلسلة بلاكول، جنوبي كوينزلاند بأستراليا وتقع بها عدة فنادق متميزة.